# Chnumhotep (Elephantine)
Chnumhotep (2. Jahrtausend v. Chr.) war ein ägyptischer Bürgermeister und Priestervorsteher auf Elephantine (Flussinsel im Nil) in der 13. Dynastie. Er ist bisher nur von zwei Stelen bekannt, auf einer von ihnen wird er als Sohn eines gewissen Bürgermeisters und Priestervorstehers Chakau bezeichnet. Für diese Person namens Chakau gibt es jedoch keine weiteren Quellen, vielleicht handelt es sich um eine Kurzform des Namens Chakaureseneb, der am Beginn der 13. Dynastie Bürgermeister von Elephantine war. Über diverse Personen, die auf einer der beiden Stelen des Chnumhotep genannt werden, kann er ungefähr in die Regierungszeit von Neferhotep I. datiert werden.